# Daishan
Daishan (fil) är ett härad som lyder under Zhoushans stad på prefekturnivå i Zhejiang-provinsen i östra Kina.
Befolkningen uppgick till 197 483 invånare vid folkräkningen år 2000, varav 71 863 invånare bodde i huvudorten Gaoting. Häradet var år 2000 indelat i sju köpingar (zhen) och fyra socknar (xiang). Daishan består av ett antal öar i Östkinesiska havet.